# Eutelia vulgaris
Eutelia vulgaris là một loài bướm đêm trong họ Noctuidae.